# حديقة صفورية (الناصرة)
حديقة صفورية هي حديقة طبيعية وتاريخية تقع في منطقة الجليل قرب مدينة الناصرة شمال فلسطين. تعتبر الحديقة من أبرز المعالم الطبيعية في شمال البلاد، إذ تجمع بين الطبيعة الخلابة والتاريخ العريق، وتحتوي على أثار قديمة ومواقع أثرية مهمة، وتنوع بيئي من النباتات والحيوانات.

## الموقع
تقع الحديقة على أراضي قرية صفورية المهجّرة، وتبعد نحو 6 كيلومترات إلى الشمال الغربي من مدينة الناصرة. تغطي مساحة واسعة من التلال والوديان، وتُعد جزءًا من المحميات الطبيعية التي تشرف عليها سلطة الاحتلال.

## التاريخ
تأسست الحديقة بعد النكبة الفلسطينية عام 1948، حيث تم تهجير سكان قرية صفورية قسرًا وتدمير البيوت ضمن حملة تهجير وتهويد واسعة طالت مئات القرى والمدن الفلسطينية. تحتوي المنطقة على اثار متعددة تعود إلى حقبات تاريخية مختلفة، مثل العهد الروماني والبيزنطي والإسلامي، حيث يوجد بقايا كنائس، وخزانات مياه قديمة، وأنظمة ريّ حجرية، ومسرح روماني، وفسيفساء، وقلعة ضخمة بنيت في الفترة الصليبية.

## الأهمية البيئية
تُعد الحديقة موقع ملائم للرحلات العائلية، كما تستقطب الحديقة طلاب المدارس في رحلات تعليمية بيئية، وتعتبر رمزًا للنكبة وطمس الهوية الفلسطينية. تحتضن الحديقة تنوعًا نباتيًا يضم أشجار السنديان، الخروب، الزعرور، والزيتون، واللوزيات. كما تنمو فيها أنواع من الزهور البرية الموسمية مثل شقائق النعمان والزعتر البري. أما من حيث الحياة البرية، فتعيش في الحديقة أنواع من الثدييات مثل الأرانب البرية والثعالب، إلى جانب العديد من الزواحف والطيور مثل الصقور والطيور المغردة.

## السياحة
توفر الحديقة مسارات مشي متنوعة، بعضها للعائلات والأطفال، وأخرى تناسب الرحّالة. يوجد في الموقع لافتات إرشادية ومناطق استراحة، كما توجد ينابيع مائية تشكل محطات جذب خلال فصل الربيع.